# Millet-i Rûm
El millet-i Rûm ('nació romana') fou el millet dels cristians ortodoxos de l'Imperi Otomà. Estava subordinat a l'autoritat de l'imperi, però gaudia d'una certa autonomia que ha estat comparada amb els guetos. Tot i que el seu nom es referia als romans d'Orient, conquerits progressivament pels turcs entre el 1071 i el 1435, també agrupava serbis, búlgars, romanesos i albanesos, entre altres nacions. A ulls del govern otomà, la identitat del millet es basava fonamentalment en la seva religió i no en els seus orígens ètnics. Les elits hel·lenòfones del millet es feren seva aquesta visió per consolidar la seva posició al cim de la jerarquia social del millet.